# Shearia densecava
Shearia densecava är en mångfotingart som först beskrevs av Gulicka 1972.  Shearia densecava ingår i släktet Shearia och familjen Diplomaragnidae. Inga underarter finns listade i Catalogue of Life.